# أندرو غريغور
أندرو غريغور (بالإنجليزية: Andrew Gregor)‏ (22 نوفمبر 1975 بسيراكيوز في الولايات المتحدة - ) هو لاعب كرة الصالات ‏ ولاعب كرة قدم أمريكي في مركز الوسط. لعب مع سبورتينغ كانساس سيتي وكولومبوس كرو وRochester Rhinos ‏ وPortland Timbers (2001–2010) ‏ وفانكوفر وايتكابس (نادي كرة قدم) وSeattle Sounders (1994–2008) ‏ وCleveland Crunch ‏ وبيتسبورغ ريفرهوندز وOrange County Blue Star ‏ وGeneration Adidas ‏.

## وصلات خارجية
- أندرو غريغور على موقع الدوري الأمريكي (الإنجليزية)
- أندرو غريغور على موقع قاعدة بيانات كرة القدم.إي يو (الإنجليزية)